# Encyclia unaensis
Encyclia unaensis é uma espécie epífita que cresce em matas litorâneas no sul da Bahia em matas ensolaradas e locais úmidos causada por chuvas quase diárias. Pseudobulbos periformes alongados com 3 cm de altura e de cor verde claro sempre muito unida umas das outras e crescendo sempre em galhos verticais. Apresentam no seu ápice duas folhas de 50 cm de comprimento, coriáceas e com destacado vinco na sua parte central. São de cor verde escuro bronzeada. Inflorescências finas, pouco ramificadas e que apresentam flores espaçadas a 5 cm. Flor de 1 cm de diâmetro com pétalas e sépalas de cor marrom claro. Labelo trilobado com lóbulos laterais de cor creme e lóbulo central arredondado de cor púrpura com destacada orla branca de 1 mm de largura.
Floresce no verão.